# Tajemství a smysl života
Tajemství a smysl života je český film režiséra Petra Vachlera. Autor na projektu pracoval deset let. Ve filmu je použito mnoho trikových a počítačově animovaných scén.
Děj sice obsahuje ústřední téma partnerských vztahů a životních krizí (nevěra a hrozící těhotenství milenky, téměř smrtelná autonehoda, drogová závislost a smrt syna nebo onemocnění rakovinou), které však umožňují rozvinout mozaiku přibližně šedesáti duchovních učitelů současné světové alternativní náboženské scény (Erich von Däniken, Deepak Chopra, svámí Mahéšvárananda, Don Miguel Ruiz, Sandra Epsteinová, Raymond Moody, svámí Višvánanda, David Icke či Lorna Byrneová), jež ve filmu odpovídají na otázky po smyslu života, podstatě smrti, posmrtném životě, vztahu k majetku a penězům, druhým lidem a sobě. Postavy v jejich dialozích provází figurka čmeláka. Ve filmu je tak široce zobrazena současná podoba hnutí New Age či esoteriky.

## Prezentace
Film byl představen na 6. Mezinárodní konferenci exopolitiky, historie a spirituality.